# اویسووه
اویسووه (به لهستانی: Ujsoły}} یک روستا در لهستان است که در گمینا اویسووه واقع شده‌است. اویسووه ۲٬۳۹۲ نفر جمعیت دارد.